# Красная книга Туркменистана
Красная книга Туркменистана (туркм. Türkmenistanyň Gyzyl kitaby) — аннотированный список редких и находящихся под угрозой исчезновения видов животных, растений и грибов, обитающих на территории Туркменистана.
Красная книга Туркменистана — официальный документ временного действия, который соответствует законам Туркменистана «Об охране природы», «О государственных особо охраняемых природных территориях», «Об охране и рациональном использовании растительного мира», «Об охране и рациональном использовании животного мира».

## История
В первое издание Красной книги Туркмении (1985), тогда ещё, как республики в составе СССР, были включены позвоночные животные: 27 видов млекопитающих, 35 — птиц, 30 — пресмыкающихся, 1 — земноводное, 8 видов рыб; 52 вида высших растений из 23 семейств и дополнительный список 23 видов высших растений, подлежащих строгой охране и включению в следующее издание Красной книги Туркменистана.
Второе издание Красной книги Туркменистана (1999) состояло из двух томов: Том 1. «Беспозвоночные и позвоночные животные» включала 152 видов, из которых насекомые составляли 43 вида, паукообразные — 1, моллюски — 1, круглоротые и рыбы — 13, земноводные и пресмыкающиеся — 23, птицы — 41, млекопитающие — 30. Том 2, «Растения» включал 109 видов, из которых: грибы — 3, лишайники — 5, моховидные — 2, папоротниковидные — 6, голосеменные — 1, цветковые — 92.
Третье издание Красной книги Туркменистана было издано в 2011 году в двух томах на 3 языках (туркменский, русский и английский): Том 1. Растения и грибы, в который внесены 115 видов (3 — грибы, 5 — лишайники, 2 — мхи, 8 — папоротники, 97 — цветковые растения); Том 2. Беспозвоночные и позвоночные животные, включающий 149 видов (43 — насекомые, 1 — паукообразные, 1 — моллюски, 1 — круглоротые, 14 — рыбы, 20 — пресмыкающиеся, 40 — птицы, 29 — млекопитающие).
В третьем издании приводятся очерки о видах и подвидах животных с указанием их охранного статуса и категории на территории страны, значения в сохранении генофонда, краткого описания, ареала, мест обитания, особенностей биологии, численности и лимитирующих её факторов, данных по разведению, о принятых и необходимых мерах охраны, а также предложений по дальнейшим исследованиям.

## Категории природоохранной значимости
Согласно Красному списку МСОП в данном издании Красной книги Туркменистана приняты следующие категории природоохранной значимости видов:
- Категория I (CR). На грани исчезновения — вид (подвид) с интенсивным сокращением численности популяций (более 80 %) и крайне ограниченным ареалом.
- Категория II (EN). Исчезающий — вид (подвид), подверженный сильному сокращению численности популяций (более 50 %), ареал которых интенсивно уменьшается.
- Категория III (VU). Уязвимый — вид (подвид) с низкой численностью популяций (более 30 %) и ограниченным ареалом.
- Категория IV. Редкий — вид (подвид) эндемик, имеющий национальное/региональное значение и известный лишь по нескольким экземплярам (местонахождениям), или реликт (эндемик‑реликт).
- Категория V (DD). Недостаточно изученный — вид, (подвид), численность и ареал которого не стабильны и необходима дополнительная информации о его состоянии.